# Quadricoma filipjevioides
Quadricoma filipjevioides is een rondwormensoort uit de familie van de Desmoscolecidae. De wetenschappelijke naam van de soort is voor het eerst geldig gepubliceerd in 1951 door Chitwood.